# Battlefield Hardline
Battlefield Hardline — компьютерная игра в жанре шутера от первого лица, тринадцатая по счёту из серии игр Battlefield, разработанная компанией Visceral Games при поддержке DICE и изданная Electronic Arts для платформ PC, PlayStation 3, PlayStation 4, Xbox 360 и Xbox One. Игра вышла 17 марта 2015 года в США и России, 19 марта в странах Евросоюза, 20 марта в Великобритании.

## Сюжет
В основе сюжета игры — история офицера Ника Мендозы, сотрудника полиции Майами. Недавно офицера повысили до детектива и предоставили ему нового напарника — опытного полицейского Хай Мин Дао. По сюжету им предстоит работать над делом о наркобизнесе. Всё больше углубляясь в расследование, детектив Мендоза столкнётся с обратной стороной закона, в том числе коррумпированными высокопоставленными лицами и продажными полицейскими.
Всего в Battlefield Hardline 10 сюжетных глав с различными заданиями. Выполнение заданий и сбор улик помогает постепенно раскрывать сюжет игры.

## Выпуск игры
28 мая 2014 года Electronic Arts открыла официальный сайт игры. Там сообщалось, что выход игры планировался на осень 2014 года, что неудивительно, так как осенью выходит следующая игра серии Call of Duty — основного соперника серии Battlefield, игра Call of Duty: Advanced Warfare. 30 мая 2014 года был открыт предзаказ.
22 июля 2014 года была отменена объявленная ранее дата выхода игры, а её выпуск перенесли на 2015 год.
В июне 2014 года прошло открытое бета-тестирование, длившиеся 7 дней. Ещё один раунд бета-тестирования стартовал 3 февраля и продлился 5 дней.
Игра вышла 17 марта 2015 года.

## Дополнения

### «Criminal Activity» («Преступность»)
Вышло 16 июня 2015 для игроков со статусом Premium, 30 июня 2015 для всех остальных.
Ключевые особенности
- 4 новые карты.
- 12 новых задач.
- 5 единиц вооружения: FN FAL, SIG SG 510, пистолет-пулемёт Томпсона, KSG12, гвоздомет.
- 2 типа боеприпасов: пробивные патроны для дробовиков, бронебойные патроны.
- Гаджет: тактический комплект для штурмовика.
- Режим «Охотник за наградами».

### «Robbery» («Грабёж»)
Вышло 16 сентября 2015 для игроков со статусом Premium, 30 сентября 2015 для всех остальных.
Ключевые особенности
- 4 новые карты.
- 10 новых задач.
- 3 единицы вооружения для владельцев дополнения: MDC, FN F2000, РПК.
- 10 единиц вооружения для всех игроков: FAMAS A1, M1 Carbine, Cz Scorpion EVO 3 A1, HK MP7, Сайга-12K, Barrett M82 .416, FN Five-seveN, ACW-R, L85A2, CAR-556.
- 4 новых гаджета: метательные ножи, M320 Фугас или M79 со слезоточивым газом, пассажирская аптечка, огнезащитная маска.
- Режим «Командное ограбление».

### «Blackout» («Темнота»)
Вышло 3 ноября 2015 бесплатно для всех игроков.
Ключевые особенности
- 2 новые карты.
- 2 единицы вооружения: RO933 .300 BLK, M110K5.
- Гаджет: очки ночного видения.

### «Getaway» («Побег»)
Вышло 12 января 2016 для игроков со статусом Premium, 26 января 2016 для всех остальных.
Ключевые особенности
- 4 новые карты.
- 10 новых задач.
- 3 единиц вооружения механика для владельцев дополнения: M5 Navy, AUG Para, M12S.
- 9 единиц вооружения для всех игроков: G17 Race, M5SD, 1887, AWS, SAR-21, UMP-9, M39 EMR, RO933 M1, 338-Recon.
- Оружие ближнего боя: пожарный топор.
- Гаджет: передатчик радиопомех.
- Режим «Захват сумки».

### «Betrayal» («Предательство»)
Вышло 1 марта 2016 для игроков со статусом Premium, 15 марта 2016 для всех остальных. Появилась новая возможность «Оружейная Мастерская», с помощью которой можно настроить оружие и испытать его на стрельбище. Для консольных игроков опция находится в игровом меню, а для игроков на PC в разделе Экипировка сервиса BattleLog.
Ключевые особенности
- 4 новые карты.
- 13 единиц вооружения: РПК-74, AUG A3, MX4, M4, M98B, M1903, SP-AR, MP9, парный VZ. 61, A 8S[англ.], самодельное оружие, мамонтобой, оружие синдиката.
- 5 единиц оружия ближнего боя: средневековый меч, керамбит, мясницкий топор, зубочистка дьявола, лопата.

## Отзывы
| Сводный рейтинг       | Сводный рейтинг                        |
| Агрегатор             | Оценка                                 |
| --------------------- | -------------------------------------- |
| GameRankings          | XONE: 75,00 % PC: 73,88 % PS4: 73,16 % |
| Русскоязычные издания |                                        |
| Издание               | Оценка                                 |
| Riot Pixels           | 67 %                                   |